# 斑點小彎貝介
斑點小彎貝介（学名：Loxoconchalla enodis）为彎貝介科小彎貝介屬下的一个种。